# 王徳禄
王 徳禄（おう とくろく、明昌4年（1193年） - 太祖19年5月15日（1224年6月3日））は、金朝末期からモンゴル帝国初期にかけて活躍した人物。
『元史』には立伝されていないが『遺山先生文集』巻30兗州同知五翼総領王公墓銘にその事蹟が記され、『新元史』には兗州同知五翼総領王公墓銘を元にした列伝が記されている。

## 概要
王徳禄は金朝の支配する北京路興中府の出身で、祖先は代々農家であった。長じて王徳禄は金朝に仕え、1213年（貞祐元年/癸酉）に騎兵を率い、錦州の将の王守玉とともに東平に駐屯した。
モンゴル軍の侵攻によって金末に華北一帯が荒廃すると各地にモンゴルに帰順して半独立的な勢力を築く漢人世侯が現れ、1221年（辛巳）夏にその内の一人で東平一帯を支配する厳実に王徳禄らは降った。王徳禄は柔和な人柄と戦場における武勇で知られており、厳実の支配下で功績により同知兗州軍州事に任じられている。
1224年（甲申）5月15日、南宋の将の彭義斌との戦いの中で戦死した。この時32歳であり、娘婿の張浜寿が埋葬したという。